# Bernhard Sekles
Bernhard Sekles (Frankfurt del Main (Hessen), 20 de juny, 1872 - (informació diferent: 20 de març, 1872{nota 1}) - Mort a la mateixa ciutat el 8 de desembre, 1934), va ser un compositor, director d'orquestra, pianista i pedagog musical alemany.

## Biografia
Bernhard Sekles era fill de Maximilian Seckele i Anna (de soltera Bischheim). El nom es va canviar més tard a Bernhard Sekles. Després de la formació privada pel compositor Wilhelm Hill, Sekles va estudiar des de 1888 al Conservatori Hoch de Frankfurt del Main amb Engelbert Humperdinck (instrumentació), Iwan Knorr (composició) i Lazzaro Uzielli (piano). Després d'acabar els seus estudis, esdevingué director als teatres de Heidelberg (1893/94) i Magúncia (1895/96). El 1896 va tornar com a professor al Conservatori Hoch, on va ensenyar inicialment solfeig i, a partir del 1906, composició. El 1924 va esdevenir director del conservatori, que es va ampliar significativament sota la seva direcció mitjançant l'establiment de noves assignatures (les noves incorporacions incloïen: classe de direcció, escola d'òpera, seminari privat de professors de música, institut de música d'església, cursos d'educació musical primerenca i educació d'adults). El 1928, malgrat la forta resistència dels cercles conservadors, va fundar la primera classe de jazz i va nomenar el jove Mátyás Seiber com a líder. A causa de la seva ascendència jueva, Sekles va ser acomiadat pels nacionalsocialistes el 31 d'agost de 1933 i la seva música va ser prohibida. Sekles va morir de tuberculosi pulmonar en una residència jueva de Frankfurt el 8 de desembre de 1934. Va ser enterrat al Nou Cementiri Jueu de Frankfurt del Main.
El 22 de maig de 2022, una plaça del districte de Westend de Frankfurt es va anomenar Bernhard-Sekles-Platz.

## Música
Sekles va començar com a compositor de cançons seguint Brahms. A continuació li van seguir la música de cambra, les obres orquestrals i escèniques, amb les quals va avançar cap a l'impressionisme i que li van donar una fama creixent. A més, elements de cultures musicals no europees així com la linealitat contrapuntística de la "Nova Objectivitat" van fluir a la seva obra. Això mostra un ventall estilístic inusualment ampli, que oscil·la entre la tonalitat romàntica tardana, la modalitat exòtica i l'harmonia moderadament moderna, fins al límit de l'atonalitat. El seu exotisme musical es considera especialment característic i típic, fet que l'identifica com un pioner de la transculturalitat. El seu alumne Adorno, que el va retratar pel seu 50è aniversari l'any 1922, destaca el talent líric de Sekles i esmenta les òperes Scheherazade i Hochzeit des Fauns, així com les 15 visions per a petita orquestra com a particularment reeixides. En aquesta ocasió, Adorno també lloa Sekles per la seva 
| « | "càlida humanitat, que impregna de vida i responsabilitat tot allò tècnic; també per la seva enginyosa metodologia i el seu rigor objectiu contra tot allò que és volatil, inorgànic i manufacturat." | » |

 Més tard, Adorno es va expressar de manera més crítica sobre Sekles, que "va intentar expulsar els sorolls àtons" en ell. Sekles va respondre a l'auge de l'antisemitisme militant cap al final de la República de Weimar amb un gir creixent cap a les seves arrels jueves, que van trobar expressió musical a l'obra orquestral Der Dybuk i al cor d'homes Father Noah. Després del seu acomiadament pels nazis el 1933, va trobar una senzillesa sagrada de gran urgència en la composició del salm Per les aigües de Babilònia. Ens asseiem i plorem (Salm 137). Després de ser prohibida el 1933, la música de Sekles va desaparèixer de la vida musical i va ser oblidada. El seu redescobriment encara està pendent.

## Obres (selecció)
Composicions
EditorsSchott, Eulenburg, Leuckart, Brockhaus, Oehler, Rahter i altres.

Òpera

- Der Zwerg und die Infantin, Ballet, op. 22, 1913
- Schahrazade, Oper, op. 26, 1917 – Poema de Gerdt von Bassewitz
- Die Hochzeit des Faun, Òpera còmica, 1921
- Die zehn Küsse, Òpera còmica, 1926

Orquestra

- Aus den Gärten der Semiramis, poema simfònic, op. 19
- Kleine Suite, dem Andenken E. T. A. Hoffmanns, op. 21
- Die Temperamente, 4 moviments simfònics per a gran orquestra, op. 25, 1916
- Passacaglia und Fuge per a gran orquestra i orgue, op. 17, 1922
- Gesichte, fantàstiques miniatures per a petita orquestra, op. 29, 1923
- Der Dybuk, Preludi per a orquestra, op. 35, 1928
- Symphonie Nr. 1, op. 37, 1930

Música de cambra

- Trio per a clarinet, violoncel i piano, op. 9
- Skizzen per a piano, op. 10
- Serenade per a 11 instruments solistes, op. 14, 1907
- Divertimento per a quartet de corda, op. 20, 1911
- Passacaglia und Fuge im vierfachen Kontrapunkt per a quartet de corda, op. 23, 1914
- Sonate en re menor per a violoncel i piano, op. 28, 1919
- Streichquartett, op. 31, 1923
- Suite Nr. 1 per a piano, op. 34
- Der Musik-Baukasten per a piano a 3 o 4 mans, 1930
- Chaconne über ein achttaktiges Marschthema per a viola i piano, Op. 38, 1931
- Sonate per a violí i piano, op. 44

Música vocal

- Volkspoesien aus dem Rumänischen, per a baríton i piano, op. 7, 1900
- Aus ›Hafis‹, 4 cançons per a baríton i piano, op. 11, 1902
- Aus dem Schi-King (Friedrich Rückert), 18 cançons per a contralt i piano, op. 15, 1907
- 4 Lieder auf Gedichte von Friedrich Rückert pera baríton i piano, op. 18, 1911
- 4 Lieder per a cor de dones i piano, op. 6, 1899
- 6 volkstümliche Gesänge per a soprano, cor masculí i piano, op. 12, 1904
- Variationen über ›Prinz Eugen‹ per a cor d'homes, instruments de vent i percussió, op. 32, 1926
- Vater Noah per a cor d'homes, op. 36
- Psalm 137 per a cor mixt, soprano i orgue, 1933/1934 (Publicat per Edmund Brownless – Laurentius-Musikverlag)[13]

Teoria musical i treballs didàctics pràctics

- Musikdiktat, Material d'exercicis en 30 seccions, llibre de text, Mainz 1901
- Instrumentations-Beispiele (Exemples d'instrumentació), Mainz 1912
- Musikalische Geduldspiele – Elementarschule der Improvisation (Jocs de paciència musical – escola primària d'improvisació), Mainz 1931
- Grundzüge der Formenlehre (Principis bàsics de la teoria de la forma)
- Harmonielehre (Teoria de l'harmonia)

## Alumnes
- Theodor W. Adorno
- Ottmar Gerster
- Hermann Heiß
- Paul Hindemith
- Anthony van Hoboken
- Alfred Huth
- Albert Jung
- Erich Itor Kahn
- Hans Rosbaud
- Max Rudolf
- Cyril Scott
- Erich Schmid
- Rudi Stephan

## Discografia
- Chamber Music: Rhapsody, Sonata op. 44, Sonata op. 28, Capriccio; Marat Dickermann (Violine), László Fenyö (Violoncello), Monica Gutman, Julia Okruashvili (Klavier). Zuk Records 334, 2011.
- Chamber Music: Chaconne op. 38, Violin Sonata op. 44, Cello Sonata op. 28, Capriccio; Solomia Soroka (viola, violin), Noreen Silver (cello), Phillip Silver (piano). Toccata Classics TOCC 0147, London 2013.
- Bernhard Sekles: Lieder, First Recordings (Aus dem Schi-King, Op. 15; Liebeslieder nach slawischen und romanischen Dichtungen, Op. 13 - Excerpts; Lieder-Kreis, Op. 8 - Excerpts), Malte Müller - tenor, Werner Heinrich Schmitt - piano, Toccata Classics TOCC 0651, London 2022.

## Documentació
- Les cartes de Bernhard Sekles es troben als fons de l'editor musical de Leipzig C. F. Peters als Arxius Estatals de Leipzig.